# Chiesa di San Domenico (Faenza)
La chiesa di San Domenico è un luogo di culto di Faenza.

## Storia e descrizione
I frati Domenicani giunsero a Faenza quasi contemporaneamente ai francescani ed otto anni dopo ottennero dal Comune un appezzamento di terreno piantato a vite (in loco vinearum) dove costruirono la loro prima chiesa e convento che dedicarono a sant'Andrea, detta in vineis o inter vineas.
Importanti sono senza dubbio i lavori eseguiti nel XVI secolo di cui resta soprattutto il chiostro e la bella cisterna centrale opera del padre Domenico Paganelli.
La chiesa, eccetto il coro, venne completamente ricostruita fra 1761 e il 1765 su disegno di Francesco Tadolini da Bologna, il cantiere venne diretto dal capomastro Gioacchino Tomba, padre dell'architetto Pietro Tomba.
L'interno ospita un coro analogo a quello della basilica del Santissimo Redentore di Venezia, con colonnato corinzio e scranni lignei del Cinquecento intagliati da Domenico Paganelli.
Nel 1819 era stato possibile ricostruire la comunità domenicana poiché il vescovo aveva di fatto restituito la chiesa ai domenicani. Il 22 maggio 1842 il vescovo Giovanni Benedetto Folicaldi consacra la chiesa in onore di sant'Andrea e l'altare della beata Vergine del rosario. L'11 aprile 1843 il vescovo concede che venga aperta una cappella comunicante con la chiesa per il culto del SS. Crocifisso.
Nel 2008 i domenicani, dopo secoli di attività, hanno rinunciato alla proprietà della chiesa e della parrocchia annessa, che è ora passata nelle mani della curia.

## Interno della chiesa
L'altare maggiore della chiesa di S. Domenico risulta eseguito, su progetto di Francesco Tadolini, da Giovanni Toschini per la parte marmorea nel 1766
.
Dalla chiesa proviene una tavola con la Madonna con Bambino, i Santi Pietro e Paolo, gli Evangelisti Marco e Luca e San Domenico di Antonio Liberi da Faenza, l'unica opera del pittore nella sua città natale, databile nei tardi anni venti del Cinquecento.